# Ucraïnesos
Els ucraïnesos (en ucraïnès: українці, transliterat amb el sistema internacional: ukrajintsi, transcrit al català: ukraïntsi) són un grup ètnic eslau oriental d'Ucraïna.
Els ucraïnesos són descendents de diversos pobles que van habitar la vasta zona que s'estenia des del nord de la mar Negra fins a les fronteres del que és ara Rússia, Polònia, Moldàvia, Belarús i Eslovàquia. El territori de la Ucraïna actual, en temps prehistòrics i antics, estava poblat, entre altres pobles, per nombroses tribus nòmades, com ara els escites, de parla persa, i els sàrmates; gots de parla germànica i variags, i també khàzars turcoparlants, petxenegs i cumans. Tanmateix, sembla que els nòmades no eslaus que habitaven principalment les estepes del sud d'Ucraïna, tingueren poca influència en la conformació dels ucraïnesos moderns.
L'ucraïnès és una llengua eslava oriental, junt amb el rus i el belarús. També està estretament emparentada amb el polonès.
Els ucraïnesos han habitat les actuals terres d'Ucraïna des de temps remots. Pel segle v aC, establiren el seu domini allí i fundaren la ciutat de Kíiv – més tard capital d'un poderós estat conegut com el Principat de Kíiv o la Rus de Kíiv. El Kniaz Volodýmyr va adoptar el cristianisme el 988.

## Figures cabdals de la cultura

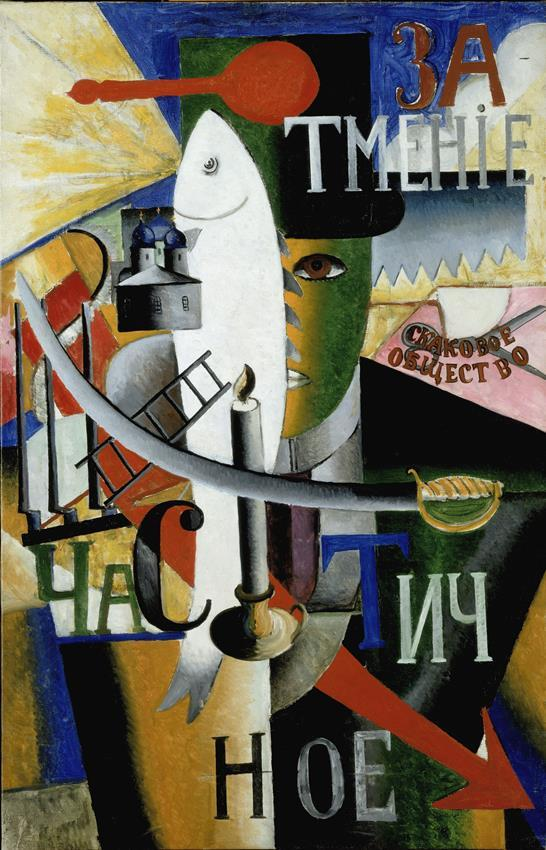
Malévytx: "Un anglès a Moscou" (1914)

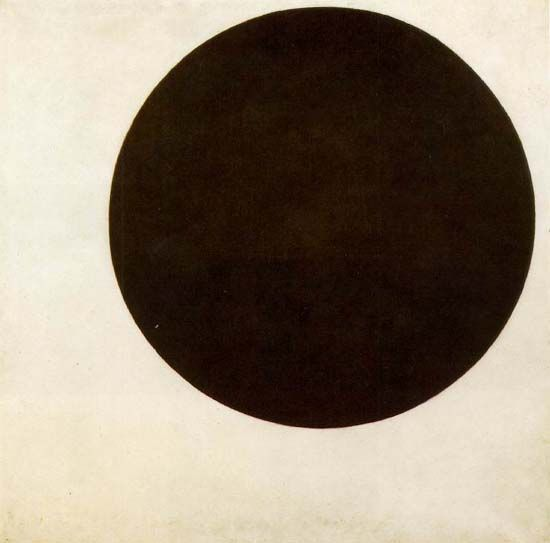
Malévytx: "Cercle negre" (motiu 1915, pintat 1924)

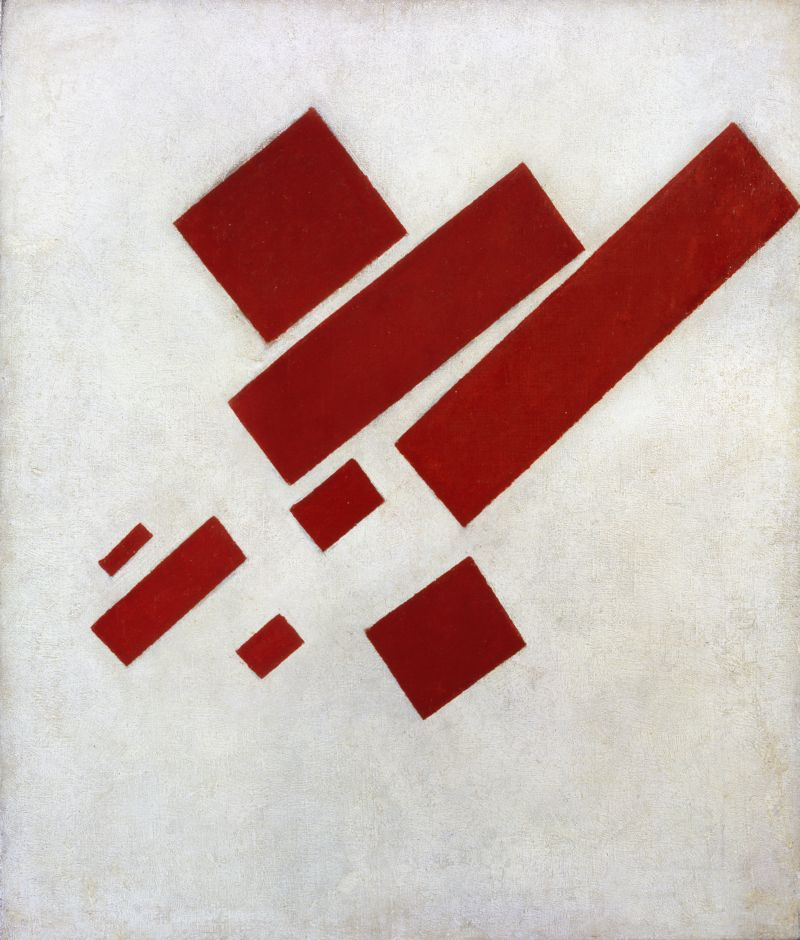
Malévytx: "Suprematisme. Autoretrat en dues dimensions" (1916)

### Filòsofs
- Iuri Mikhàilovytx Kotermak (Юрій Михайлович Котермак), conegut com a Iuri Drohòbytx (Юрій Дрогобич, ca. 1450 a Drohòbytx - 1494 a Cracòvia) o Georgius Drohobicz en llatí — Filòsof ucraïnès, astrònom, astròleg i primer doctor de medicina d'Ucraïna. També va ser el primer autor ucraïnès amb una obra impresa, i una obra publicada a l'estranger, que fou el Iudicium Pronosticon Anni 1483 Currentis (Estimació pronòstic de l'any 1483, que va veure la llum el febrer de 1483). Es pot llegir el text a la pàgina Litòpys. Va ser una figura important del Renaixement a Europa Oriental. Es va criar a Drohòbytx, i va obtenir el seu baccalaureus i el seu magister a la Universitat Iaguel·lònica a Cracòvia (1470, 1473), i va esdevenir Doctor de Filosofia i de Medicina a la Universitat de Bolonya (1478, 1482). Serví de professor i rector uns anys a aquesta última universitat i després tornà a la Universitat Iaguel·lònica (llatí: Universitas Jagellonica Cracoviensis; polonès: Uniwersytet Jagielloński; antigament: Akademia Krakowska, Acadèmia de Cracòvia), ara part de la Universitat de Cracòvia (Polònia), on treballà de professor a partir del 1487. Un dels seus estudiants fou el jove Nicolau Copèrnic. L'any 2009, declarat l'any de l'astronomia per l'ONU, Ucraïna va encunyar unes monedes amb la imatge de Kotermak Arxivat 2010-07-06 a Wayback Machine..

### Escriptors
Aquí només mencionarem uns quants dels noms més importants de la història de la literatura ucraïnesa. Per veure una relació molt més completa de la constel·lació literària ucraïnesa i un xic d'informació sobre cada autor, com ara dades biogràfiques bàsiques, vegeu la llista d'escriptors d'Ucraïna.

#### Alguns escriptors cabdals d'abans
Per mencionar només alguns noms: Iuri o Iurii Mikhàilovytx Kotermak (Юрій Михайлович Котермак), (Sant) Dmitró Tuptalo, Hryhorii Skovorodà (Григо́рій Сковорода, 1722-1794), Ivan Kotliarevskyi (Іва́н Петро́вич Котляре́вський, 1769-1838), Petró Hulak-Artemovskyi (Петро́ Петро́вич Гула́к-Артемо́вський, 1790-1865), Nikolai Gógol o Mykola Hóhol (ucraïnès: Мико́ла Васи́льович Го́голь, Mykola Vassýliovytx Hóhol; rus: Николай Васильевич Гоголь, Nikolai Vassílievitx Gogol, 1809-1852), Levkó Borovykovskyi (Левко́ Боровико́вський, 1806-1889), Taràs Xevtxenko (Тара́с Шевче́нко, 1814-1861), Panteleimon Kulix (Пантелеймо́н Олекса́ндрович Кулі́ш, 1819-1897), Méndele Móikher-Sfórim (1835-1917. ucraïnès: Ме́нделе Мо́йхер-Сфо́рім; jiddisch: מענדעלע מוכר ספֿר), Mikhailo Petròvytx Drahomànov (Миха́йло Петро́вич Драгома́нов, 1841-1895), Olena Ptxilka (Оле́на Пчі́лка, "Olena Abelleta", 1849-1930), Ivan Frankó (Іва́н Франко́, 1857-1916), Xolom-Aleikhem (1859-1916, ucraïnès: Шоло́м-Але́йхем, o "La pau sigui amb vostè"; jiddisch: שלום־עליכם), Lèssia Ukraïnka (Леся Українка, "Lèssia d'Ucraïna" o "Lèssia Ucraïnesa"), Noman Çelebicihan (tàtar de Crimea: Noman Çelebicihan o Numan Çelebi Cihan, ucraïnès: Нома́н Челебіджіха́н, Noman Txelebidjikhan, 1885-1918), Volodýmyr Svidzinskyi (Володи́мир Євти́мович (Юхи́мович) Свідзі́нський, Volodýmyr Ievtýmovytx o Iukhýmovytx Svidzinskyi, 1885-1941), Maksym Rylskyi (Максим Тадейович Рильський, 1895-1964), Pavló Tytxyna (Павло́ Тичи́на, 1891-1967), Mikhàil o Mikhailo Semenkó (Миха́йль Семенко́ o Михайло Васильович Семенко, 1892-1937), Bohdan-Íhor Antònytx (Богда́н-І́гор Анто́нич 1909-1937), Mikhailo Drai-Khmara (Миха́йло Опана́сович Драй-Хма́ра, 1889-1939), Les' Kurbas (Лесь Ку́рбас, 1887-1937), Ievhen Plújnyk, pseudònim: Kantermiriànyn (Євге́н Па́влович Плу́жник, 1898-1936), Vassyl Symonenko (Васи́ль Симоне́нко, 1935-1963), Vassyl Stus (Васи́ль Семе́нович Сту́с, Vassyl Semenovytx Stus, 1938-1985), Iurii Lavrínenko, pseudònim: Iurii Dyvnytx (Ю́рій Лаврі́ненко, Ю́рій Дивнич, 1905-1987), Ivan Iov (Іва́н Іов, 1948-2001), Hryhorii Txubai (Григо́рій Петрович Чуба́й, 1949-1982), Íhor Rymaruk (І́гор Микола́йович Римару́к, 1958-2008), Iurii Pokaltxuk (Ю́рій Володи́мирович Покальчу́к, 1941-2008), i molts més.

#### Alguns escriptors d'ara
Com a dalt, aquí només mencionarem uns quants dels moltíssims escriptors actius en l'escena literària d'Ucraïna. Per un xic d'informació sobre cada persona i per a una recensió més completa de noms, vegeu la llista d'escriptors d'Ucraïna.
Per dir alguna cosa, els noms més estel·lars serien el Iuri Andrukhóvytx, Serhí Jadan, Lina Kostenko, Les' Poderviànskyi, Iurii Vynnytxuk, Natalka Bilotserkívets, Vassyl Holoborodko, Mikhailo Hryhóriv, Oksana Zabujko, Oleksandr Irvanets, Víktor Neborak, Iurkó Ízdryk, Marianna Kianovska, Mar'iana Savka, Volodýmir Ièxkiliev, Halyna Kruk... i uns quants més.
Una llista més completa inclouria:
Lina Kostenko (Лі́на Васи́лівна Косте́нко, Lina Vassýlivna Kostenko, Rjýsxiv, óblast de Kíiv, 1930), Mikhailo Lytvynets (Миха́йло Іва́нович Литвине́ць, poble de Ryxavka, óblast de Jitòmir, 1933), Vassyl Holoborodko (Васи́ль Іва́нович Голоборо́дько, Vassyl Ivànovytx Holoborodko, poble d'Adrianópill óblast de Luhansk, 1945), Mikhailo Hryhóriv (Миха́йло Семе́нович Григо́рів, Mikhailo Seménovytx Hryhóriv, poble de Lisnýi Khlíbytxyn, óblast d'Ivano-Frankivsk, 1947), Oleh Lyxeha (Оле́г Богда́нович Лише́га, Oleh Bohdànovytx Lyxeha, Týsmenytsia, óblast d'Ivano-Frankivsk, 1949), Nina Hnatiuk (Ні́на Юхи́мівна Гнатю́к, Nina Iukhýmivna Hnatiuk, poble de Bezvodne, óblast de Vínnytsia, 1947), Iurii Vynnytxuk (Ю́рій Па́влович Винничу́к, Iurii Pàvlovytx Vynnytxuk, Stanislav, ara Ivano-Frankivsk, 1952), Les' Podervianskyi (Лесь Подерв'я́нський, nom complet: Олександр Сергійович Подерв'янський, Oleksandr Serhíovytx Podervianskyi, Kíiv, 1952), Mikola Riabtxuk (Мико́ла Ю́рійович Рябчу́к, Lutsk, 1953), Natalka Bilotserkívets (Ната́лка Генна́діївна Білоцеркі́вець, Natalka Hennàdiïvna Bilotserkívets, Kuianivka, óblast de Sumi, 1954), Oksana Zabujko (Окса́на Стефа́нівна Забу́жко, Oksana Stefànivna Zabujko, Lutsk, 1960), Iuri o Iurii Andrukhóvytx (Ю́рій І́горович Андрухо́вич, Iurii Íhorovytx Andrukhóvytx, Stanislav, ara Ivano-Frankivsk, 1960), Oleksandr Irvanets (Олекса́ндр Васи́льович Ірване́ць, Oleksandr Vassýliovytx Irvanets, Lviv, 1961), Víktor Neborak (Ві́ктор Володи́мирович Небора́к, Víktor Volodýmyrovytx Neborak, Ivano-Frankove, abans Iàniv, petita ciutat prop de Lviv, 1961), Iurkó Ízdryk, Iurii Ízdryk (Ю́рко І́здрик, Ю́рій І́здрик, Kàluix, óblast d'Ivano-Frankivsk, 1962), '''Vassyl Makhnò''', en anglès: Vasyl Makhno (Василь Махно, poble de Txortkiv, óblast de Ternópill, 1964), Volodýmyr Ièxkiliev (Володи́мир Льво́вич Є́шкілєв, Volodýmyr Lvóvytx Ièxkiliev, Ivano-Frankivsk, 1965), Dmytró Stus (Дмитро́ Васи́льович Стус, Dmytró Vassýliovytx Stus, Kíiv, 1966), Iurii o Iurkó Prokhasko (Юрко́ o Ю́рій Богда́нович Проха́сько, Iurii Bohdànovytx Prohasko, Ivano-Frankivsk, anys 60), Taràs Prokhasko (Тара́с Богда́нович Проха́сько, Taràs Bohdànovytx Prohasko, Ivano-Frankivsk, 1968), Hàlia o Halyna Petrosaniak (Галя o Галина Петросаняк, nascuda a terra de Hutsuls a un poblet prop d'Ivano-Frankivsk, 1969), Marianna Kiianovska (Маріа́нна Яросла́вівна Кіяно́вська, Marianna Iaroslàvivna Kiianovska, Nesterov, ara Jovkva, óblast de Lviv, 1973), Mariana o Mar'iana Savka (Мар'я́на Оре́стівна Са́вка, Mar'iana Oréstivna Savka, Kopýtxyntsi, óblast de Ternópill, 1973), Natalka Sniadanko (Ната́лка Сняда́нко, Lviv, 1973), Serhí Jadan (Сергі́й Ві́кторович Жада́н, Serhí Víktorovytx Jadan, Starobílsk, 1974), Halyna Kruk (Гали́на Григо́рівна Крук, Halyna Hryhórivna Kruk, Lviv, 1974), Svitlana Povaliàieva (Світлана Вадимівна Поваляєва, Kíiv, 1974), Ostap Slyvynskyi (Оста́п Сливи́нський, Lviv, 1978), Dmytró Lazutkin (Дмитро́ Миха́йлович Лазу́ткін, Kíiv, 1978), Irena Karpa (Іре́на Ка́рпа, Txerkassy, 1980), Iurii Zavadskyi (Ю́рій Романович Зава́дський, Ternópill, 1981), Oksana Vàskiv, Ksènia (Окса́на Ва́ськів, Lviv), Oleksandr Xenkaruk (Олександр Шенкарук, Khmelnitski, generació dels 80 o fi 70), Il·lià Strongovskyi (Ілля́ Ю́рійович Стронґо́вський, Jitòmir, 1982), Bohdana Màtiaix (Богдана Матіяш, Kíiv, 1982), Dzvinka Màtiaix (Дзвінка Матіяш, Kíiv, 1978), Saixkó Uixkàlov (Сашко́ Ушка́лов, nom complet: Олекса́ндр Леоні́дович Ушка́лов, Oleksandr Leonídovytx Uixkàlov, Khàrkiv, 1983), Mikola Xpakovskyi, "Bareth" (Мико́ла Шпако́вський, poble de Konopkivka, óblast de Ternópill, 1983), Liubkó Déreix (Любко́ Де́реш, nom complet: Любомир Мирославович Дереш, Liubomyr Myroslàvovytx Déreix, Lviv, 1984), Vik Kovréi (Вік Коврей, un poble dels Carpats a Transcarpàcia), Les' Belei (Лесь Белей, Újhorod, 1987), Andríi Liubka (Андрій Любка, Riga, Letònia, 1987), Iryna Xuvàlova (Ірина Шувалова, 1986), Íhor Zarudko (І́гор Зару́дко, Khàrkiv), Kateryna Karunyk (Катерина Каруник), Anastàsia Veles (Анастасія Велес), Olena Rybka (Олена Рибка, 1984), Iúlia Misxenko (Юлія Міщенко, anys 80), Kateryna Bàbkina (Катерина Бабкіна, Ivano-Frankivsk, 1985), Oles' Varlih (Олесь Барліг, Zaporíja, 1985), Vano Kruger (Вано Крюґер, nom real: Іван Анатолійович Коломієць, Ivan Anatóliovytx Kolomíiets, Ivano-Frankivsk, 1986), Hryhorii Sementxuk (Григо́рій Семенчу́к, Khmelnitski, 1991), etc.

### Artistes
- Plana del Museu Nacional d'Art d'Ucraïna amb imatges de les seves col·leccions (anglès)

#### Artistes importants del passat
- Oleksíi Kivxenko (Олексій Данилович Ківшенко, Oleksíi Danýlovytx Kivxenko, 1851-1897), pintor especialitzat en escenes de batalla (художник-баталіст, khudòjnyk-batalist). Vegeu una obra seva a Izmaïl.
- Serhí Vasylkivskyi (Сергі́й Василькі́вський, 1854-1917), pintor modernista.
- Mikola Pymonenko (Мико́ла Пимоне́нко, 1862-1912), modernista, pintor de gènere.
- Heorhii Nàrbut (Гео́ргій На́рбут, 1886-1920), pintor, il·lustrador, "neo-barroc".
- Ilià Repin o Il·lià Rièpin (Ілля́ Юхи́мович Рє́пін, 1844-1930), un dels majors exponents del moviment realista de l'època, que s'assembla al modernisme. Era natural de Txuhúïv (Чугуїв), a l'óblast de Khàrkiv.
- Kasimir Malévitx o Kazymyr Malévytx (ucraïnès: Казимир Малевич, Kazýmyr Malévytx; polonès: Kazimierz Malewicz, 1879-1935), pintor d'origen polonès de l'avantguarda ucraïnesa i soviètica (principis del s. XX) i inventor del corrent del Suprematisme. Vegeu imatges a la plana de Caixa Catalunya Arxivat 2010-12-04 a Wayback Machine. i també una pàgina en anglès amb una traducció d'uns escrits teòrics i imatges de la seva obra a Artchive
- Ivan Padalka (Іван Падалка, 1894-1937), avantguardista, monumentalista, fou assassinat a Solovietski, a un dels camps de treball del GULAG (Renaixença afusellada, "розстрі́ляне Відро́дження", rozstríliane Vidródjennia)
- Mikhailo Boitxuk (Миха́йло Бойчу́к, 1882-1937), avantguardista, monumentalista (Renaixença afusellada).
- Vassyl Sedliar (Васи́ль Седля́р, 1899-1937), avantguardista, monumentalista (Renaixença afusellada). Aquí es poden veure algunes il·lustracions seves pel llibre Kobzar, un recull de poesia de Taràs Xevtxenko.
- Oleksandr Kostiantýnovytx Bohomàzov (Олекса́ндр Костянти́нович Богома́зов, 1880-1930), pintor avantguardista que treballava en les estils o moviments del cobofuturisme i l'espectralisme. La "Composició abstracte cubofuturista" (1916-17) es troba a la pàgina de keytoart, que la viquipèdia malauradament considera com a "spam".
- Oleksandr Arkhýpenko (ucraïnès: Олекса́ндр Архи́пенко, alemany i anglès: Alexander Archipenko; 1887-1964), pintor i escultor de l'avantguarda ucraïnesa i soviètica, més conegut en transliteració alemanya com a Archipenko. Vegeu la Fundació Archipenko Arxivat 2009-02-19 a Wayback Machine. (en anglès); unes imatges a la fi d'un article a la revista Týjden (журнал "Український Тиждень", revista "la setmana ucraïnesa")[Enllaç no actiu] (en ucraïnès) i dues obres a la pàgina ArtOnline Arxivat 2008-02-03 a Wayback Machine. (en rus), una d'elles un collage-ensamblatge.
- Oleksandra Ékster (Олекса́ндра Е́кстер, 1882-1949), pintora de l'avantguarda ucraïnesa i soviètica. Les obres "Ritmes del color" i "El pont de Sevres" es poden veure a la pàgina de keytoart, que la viquipèdia malauradament considera com a "spam".
- Vadim Meller o Vadym Meller (ucraïnès: Вадим Меллер,1884-1962),pintor de l'avantguarda ucraïnesa i soviètica .
- Nina Henke o Henke-Meller (ucraïnès: Нíна Ге́нке o Ніна Генке-Меллер, rus: Нина Генке-Меллер, Nina Genke-Meller, 1893-1954), pintora de l'avantguarda (Suprematisme) ucraïnesa i soviètica.
- Davyd Burliuk (Дави́д Бурлю́к, 1882-1967), pintor ucraïnès, de l'avantguarda ucraïnesa i soviètica, pare del futurisme soviétic.
- Oleksandr Bubnov (Олександр Бубнов, 1908-1964), pintor modernista i després soviètic, artista d'animació i director de cinema d'animació.
- Ievhen Adólfovytx Kibryk (Євген Адольфович Кібрик, 1906-1978), dibuixant, artista gràfic de la província de Mikolaiv.
- Maria Prymatxenko, (Марі́я Примаче́нко, 1909-1997) artista primitivista o de l'art naïf. La UNESCO ha declarat l'any 2009 l'"any de Maria Prymatxenko". Vegeu imatges de la seva obra i també Article sobre Prymatxenko a la plana de l'ambaixada d'Ucraïna al Canadà (en anglès i ucraïnès)
- Liudmyla Màzur (Людмила Oлександрівна Мазур, Liudmyla Oleksàndrivna Màzur, 1947-2000), pintora, artista gràfic, "monumentalista". En la seva obra gràfica, usava una curiosa tècnica popular de collage amb retalls molt fins anomenada vytynanka (витинанка), o en plural: vytynanky. Entre altres llocs, es poden veure les seves obres a Lviv (Museu d'etnografia i d'art decoratiu), Khmelnitski (Museu d'art modern de Khmelnitski i Museu d'art de l'óblast de Khmelnytsyi) i Sumi (Muse d'art de Sumi). Vegeu unes obres a aukro.ua Arxivat 2009-10-31 a Wayback Machine.

#### Artistes contemporanis
En aquesta pàgina del Pintxuk Art Center Arxivat 2009-04-17 a Wayback Machine. es poden veure una sèrie d'obres d'alguns dels artistes anomenats més avall. En tot cas, s'ha de baixar fins a passar totes les fotos de gent per arribar a les obres d'art (pàgina en anglès, ucraïnès i rus).
També es poden veure una sèrie d'artistes alternatius a la seva pàgina col·lectiva a Antin's Col·lections (en anglès, i ucraïnès o rus, depenent de l'artista).
- Janna Kadýrova (Жанна Кадирова), escultora ucraïnesa treballant en una línia tirant a pop-art, sovint recobreix les seves obres de trencadís. Vegeu una obra a la pàgina del Pintxuk Art Center, "embolcall de caramel" (Обгортка) Arxivat 2009-04-17 a Wayback Machine. (en ucraïnès, rus i anglès, s'ha de baixar fins a veure una obra en trencadís, "Candy Wrapper" en anglès), i una sèrie de les seves obres a la pàgina de "Kultorologia" Arxivat 2010-03-04 a Wayback Machine. (en rus)
- El duo de Mikola Ridnyi (Микола Рідный) i Bel·la Lohatxeva (Белла Логачева)
- El duo de Ksènia Hnylytska (Ксенія Гнилицька) i Lada Nakonetxna (Лада Наконечна)
- Mykyta Kadan (Микита Кадан), pintor, tècnica mixta
- Volodýmyr Kuznetsov (Володимир Кузнецов), art conceptual
- Olena Poliasxenko (Олена Полященко), pintora, instal·lacions de pintura, art lumínica i vídeo
- Stanislav Voliazlovskyi (Станіслав Волязловский), instal·lacions
- Oleksandr Semenov (Олександр Семенов), escultor, instal·lacions
- Olessa Khomenko (Олеся Хоменко), pintora
- Maixa Xubina (Маша Шубіна), fotògrafa, art digital
- Oleksandr Róitbud (Олександр Ройтбуд), pintor
- Anatolii Bielov (Анатолій Бєлов), pintor
- Dmytró Iermòlov (Дмитро Єрмолов), pintor
- Oleksa Jýrov (Олекса Жиров), pintora
- Oleh Pyntxuk (Олег Пинчук), escultor. Entre altres obres, crea animals fantasiosos en bronze. La sèrie "bestioles mai vistes" o "bestioles misterioses" es poden veure a pàgina de Kulturologia (en rus). També es pot veure la seva obra a la seva pàgina Arxivat 2011-09-26 a Wayback Machine. (en rus i anglès).
- Oleksandra Kulynenko (Oлександра Кулиненко), pintora, interiorista, pintora decorativa.
- Fédir Kurktxí (Федiр Iванович Куркчi), pintor, interiorista, pintor decoratiu, escultor, pare del pintor Oleksandr Kurktxí.
- Oleksandr Kurktxí (Oлександр Куркчi, Khmelnitski, 1972), pintor, fill del també pintor, Fédir Kurktxí. Vegeu la seva obra a la seva pàgina oficial Arxivat 2012-01-11 a Wayback Machine. (en rus i anglès).
- Oleksandr Antoniuk (Олександр Антонюк, Kàmianets-Podilski, 1971), pintor, escultor "trouvé". Vegeu la seva obra a la seva pàgina oficial Arxivat 2010-11-29 a Wayback Machine. (en ucraïnès i anglès).
- Mikhailo Nikolàiev i dona - mestres titellaires, creadors de titelles, pintors, a Dyven, el teatre de titelles de l'óblast de Khmelnitski.
- Nina Muràixkina (Ніна Юр'ївна Мурашкіна, Donetsk, 1985), pintora jove però coneguda que treballa a Khàrkiv, fa art monumental, urbà, en estil abstracte-figuratiu i no-figuratiu. Vegeu alguna obra i la seva biografia a Antin's Collections Arxivat 2011-10-05 a Wayback Machine. (en anglès i ucraïnès).
- Roman Minin (Роман Мінін, ciutat de Dimítrov, óblast de Donetsk, 1981), pintor abstracte i figuratiu, també fa art urbà al carrer. viu i treballa entre Khàrkiv, Kíiv i Moscou. Vegeu alguna obra i la seva biografia a Antin's Collections Arxivat 2011-10-05 a Wayback Machine. (en anglès i rus).
- Serhí Khokhol (Сергій Хохол), pintor. Vegeu alguna obra i una breu descripció d'ell a Antin's Collections Arxivat 2011-10-05 a Wayback Machine. (en anglès i ucraïnès).
- Vladyslav Xerexevskyi (Владислав Шерешевський, Kíiv, 1964), pintor. Vegeu alguna obra i la seva biografia a Antin's Collections Arxivat 2011-10-05 a Wayback Machine. (en anglès i ucraïnès).
- Ivan Semessiuk (Іван Семесюк, Kíiv, 1979), treballa amb pintura, dibuix i tèxtil. Fou un dels fundadors de la Unió d'Artistes Independents. Vegeu alguna obra i la seva biografia a Antin's Collections Arxivat 2011-10-05 a Wayback Machine. i al seu bloc Arxivat 2011-08-13 a Wayback Machine. (en anglès i ucraïnès)
- Íhor Pereklita (Ігор Перекліта, ciutat de Hàlytx, óblast d'Ivano-Frankivsk, 1969), pintor antisistema. Vegeu alguna obra i la seva biografia a Antin's Collections Arxivat 2011-10-05 a Wayback Machine. (en anglès i ucraïnès)
- Serhí Koliada (Сергій Коляда, Odessa, 1972), pintor. Vegeu alguna obra i la seva biografia a Antin's Collections Arxivat 2011-10-05 a Wayback Machine. (en anglès i ucraïnès)
- Kateryna Bàbkina (Катерина Бабкіна, Ivano-Frankivsk, 1985), vídeopoeta i escriptora.

### Fotògrafs
- Kyrylo Horizhniy / Cyril Horiszny (Кирило Горішний), foto-periodista franco-ucraïnès que viu a Lviv.[4]
- Artur Ix (Артур Іш). Fotògraf artístic i foto-periodista de Khmelnitski.[5]
- Oleksíi Demýdov (Олексій Демидов), fotògraf artístic. No s'ha de confondre amb el polític ucraïnès ni amb l'actor soviètic i rus.[6]

### Cineastes
- Oleksandr Dovjenko (Олекса́ндр Довже́нко, 1894-1956), un dels grans directors de la història del cinema, cineasta ucraïnès.
- Íhor Savtxenko (Ігор Andríievytx Савченко, 1906-1950)
- Sargis Paradjànov (armeni: Սարգիս Հովսեփի Փարաջանյան, Sargis Hovsepi Paradjànian; georgià: სერგეი (სერგო) ფარაჯანოვი; ucraïnès: Сергій Йосипович Параджанов, Serhí Iossýpovytx Paradjànov; rus: Сергей Иосифович Параджанов, Serguei Iossífovitx Paradjànov; anglès: Parajanov, Paradzhanov o Paradjanov, 1924-1990), director de cinema armeni durant l'època soviètica i post-soviètica. Va estudiar sota Dovjenko i va treballar a l'inici als estudis cinemàtogràfics Dovjenko. Va viure molts anys a Ucraïna, país que estimava. Una de les primeres vegades que va ser repressaliat va ser per una de les seves pel·lícules més ucraïnòfiles, Ombres d'avantpassats oblidats (1964).
- Kira Muràtova (Кіра Георгіївна Муратова, 1934), directora de cinema ucraïnesa que fa cinema en rus. Nasqué a Moldàvia, viu i treballa a Crimea. Les seves pel·lícules van ser censurades sota el règim soviètic. Quan van començar a sortir les seves obres a l'estranger a partir del període anomenat Perestroika, va guanyar gran renom internacional.

### Arquitectes
- Liéixek Horodetski o Leszek Horodecki (ucraïnès: Лєшек Дезидерій Владислав Городецький, Liéixek Dezyderi Vladyslav Horodets'kyi; polonès: Leszek Władysław Horodecki, 1863-1930), arquitecte modernista ucraïnès d'origen polonès. Té moltes obres a Kíiv, algunes a altres parts d'Ucraïna, i un grapat a Polònia i l'Iran.

### Músics i grups

#### Música clàssica
- Mikola Líssenko (Мико́ла Віта́лійович Ли́сенко, Mikola Vitàliiovitx Líssenko, poble de Hrynky, óblast de Poltava, 1842 - Kíiv, 1912), compositor de música clàssica, música per a cors i d'òperes, pianista, director d'orquestra i de cors, pedagog, musicòleg i personalitat. Entre altres obres, va escriure unes 10 òperes (en ucraïnès), alguns dels més coneguts: Taràs Bulba (libretto de l'escriptor Миха́йло Стари́цький, Mikhailo Starytskyi, basat en una obra de Mikola Hóhol), L'Eneïda (libretto de l'escriptor Мико́ла Сад́овський, Mikola Sadovskyi, basat en una obra mestra-paròdia del gran escriptor Ivan Kotliarevskyi); i també 3 òperes infantils.
- Solomia Kruixelnytska (Соломі́я Амвро́сіївна Крушельни́цька, Solomia Ambróssiïvna Kruixelnytska, 1872-1952), famosa cantant d'òpera ucraïnesa (soprano). L'òpera de Lviv porta el seu nom. La seva casa natal és ara una casa-museu dedicat a la seva figura al poble de Bila, a la província de Ternópill.
- Mikola Leontóvytx (Мико́ла Дми́трович Леонто́вич, Mikola Dmýtrovytx Leontóvytx, poble de Monastyrok, actual óblast de Vínnytsia, 1877 - poble de Markivka, a la mateixa óblast, 1921), compositor, director de cors, pedagog i figura pública. Autor de les conegudes peces per a cors basades en cançons tradicionals ucraïneses, com ara "Xedryk" («Щедрик», una divinitat del panteó eslau precristià), "El [pastor] flautista" («Дударик», Dudàryk) o "Porten el cosac" («Козака несуть»). La seva versió de "Xedryk" ha esdevingut coneguda per tot el món a través dels EUA, on es va popularitzar com a nadala sota el nom de "Carol of the Bells" (Nadala de les campanes).

#### Tradicional ucraïnesa
- Marússia Txurai (Маруся Чурай, nom real: Марія Гордіївна Чурай, Mariia Hordíïvna Txurai, Poltava, 1625—1653) — compositora i cantant ucraïnesa semillegendària de música tradicional i poeta durant el període del líder Bohdan Khmelnitski, que va néixer i viure a Poltava. Li és atribuïda l'autoria de diverses cançons conegudes a tot Ucraïna. També coneguda com a Marússia Txuràïvna (Маруся Чураївна). La llegenda diu que es va enamorar d'un cosac de nom Hryts, però en ser rebutjada es va preparar un verí per a suïcidar-se, però que s'ho va prendre el Hryts per accident i va morir. Es diu que fou jutjada i absolta per la seva meravellosa capacitat musical. Apareix a diverses obres literàries (novel·les, obres de teatre) que contribueixen a formar la llegenda, com ara la novel·la modernista d'Olha Kobilianska (Ольга Кобилянська), Collia herba el diumenge de bon matí («В неділю рано зілля копала», 1909).
- Opanàs Slastion (Опанас Георгійович Сластіон, o Сластьон, Berdiansk, óblast de Zaporíjia, a la costa de la mar d'Azov, 1855 — 1933), pintor i artista gràfic del moviment romàntic, luthier, gran mestre i professor de la bandura, etnògraf, pedagog i també arquitecte. Va viure a la Poltàvsxyna, entre altres llocs.
- Taràs Víktorovitx Kompanitxenko (Тара́с Ві́кторович Компаніче́нко, 1969), cantant i músic de la tradició ucraïnesa, kobzar (que toca la bandura i canta la música associada), bandurista (que toca la bandura) i lirnik (que toca la "lyra de roda", la viola de roda ucraïnesa), ha sigut guardonat amb l'equivalent ucraïnès de la Creu de Sant Jordi el 2008.[7]

#### Rock, pop, electrònica, etc
| Ucraïnesos destacats en diversos àmbits | Ucraïnesos destacats en diversos àmbits | Ucraïnesos destacats en diversos àmbits | Ucraïnesos destacats en diversos àmbits | Ucraïnesos destacats en diversos àmbits | Ucraïnesos destacats en diversos àmbits |
| --------------------------------------- | --------------------------------------- | --------------------------------------- | --------------------------------------- | --------------------------------------- | --------------------------------------- |
|                                         |                                         |                                         |                                         |                                         |                                         |
| Anna de Kíev                            | Daniel de Galítsia                      | Y. Kotermak                             | Roxelana                                | B.Khmelnytskiy                          | I.Mazepa                                |
|                                         |                                         |                                         |                                         |                                         |                                         |
| Hryhorii Skovorodà                      | D.Bortniansky                           | Taràs Xevtxenko                         | M.Lysenko                               | I.Repin                                 | I.Frankò                                |
|                                         |                                         |                                         |                                         |                                         |                                         |
| M.Hruixevski                            | G.Voronoi                               | L.Ukraïnka                              | V.Vernadskiy                            | Í.Sikorski                              | I.Piddubni                              |
|                                         |                                         |                                         |                                         |                                         |                                         |
| O. Dovjenko                             | S.Korolyov                              | S.Bandera                               | P.Popovych                              | L.Latynina                              | N.Zakharenko                            |
|                                         |                                         |                                         |                                         |                                         |                                         |
| V.Klytschko                             | V.Farmiga                               | Ruslana                                 | A.Xevtxenko                             | O.Kurylenko                             | O.Kharlan                               |

Electrònica, experimental, noise:
- Zeleni Sestry (Зелені Сестри, “Les germanes verdes”), rock electrònic experimental + noise, etc. de Ternòpill. Canten en ucraïnès.[8]
- ZSUF, electrònica, industrial, noise, experimental. (quan canten, ho fan en ucraïnès i súrjik).[9]
- KOTRA Arxivat 2008-06-13 a Wayback Machine., pura música noise d'alta qualitat. Darrere de Kotra hi ha l'artista de música electrònica experimental, Dmytró Fedorenko, de gran èxit, i l'impulsador de la discogràfica de Kíiv, Kvitnu.
- Zavoloka - La Kateryna Zavoloka (Катерина Заволока, Kíiv, 1981) és una artista de la música electrònic experimental, compositora electrònica, improvisadora, artista del so i dissenyadora gràfica. És una veterana de l'escena electrònica experimental d'Ucraïna i ha tingut èxit arreu i ha tocat a festivals prestigiosos de música electrònica a diversos llocs d'Europa, com ara a Alemanya, Àustria, Bèlgica, el Kazakhstan, Polònia, Suècia, i naturalment, Ucraïna. També ha col·laborat en projectes musicals i poetics amb altres creadors, com ara Kotra, Mark Clifford (Regne Unit), la poetessa basada a Berlín, AGF (Antye Greie-Fuchs), l'artista visual Laetitia Morais (Portugal), el músic suec, Anders Dahl, o la vocalista ucraïnesa, Kàtia Txilly (Катерина Петрівна Кондратенко, Kateryna Petrivna Kondràtenko, "Катя Chilly", Kíiv, 1978).[10]

Música rock-dance, Dance electrònica:
- The Space Cakes, (canten en anglès)

Rock, rock-folc, ...:
- Vika Vradíi (Віка Врадій, Lviv, 1961), també coneguda com a la Germaneta Vika (Сестричка Віка, Sestrytxka Vika), una cantant que va crear un grup llegendari dels 80 i 90, símbol de l'esperit de revolta de l'època. Feia etno-sinti-rock i post-punk. (cantava en ucraïnès). L'any 89, la Vradíi va treballar junta amb els Germans Hadiúkin. Del 1993 al 2004 va viure als EUA. Vegeu un vídeo d'un concert del 89, la cançó "Oi, Moroze, Morozenku..." (Ой, Морозе, Морозенку…), el vídeoclip "Namaliui mene nitx" (Pinta'm la nit), el vídeoclip de "To móie more" (То Моє Море, "És el meu mar") i el vídeoclip de Tyndy Ryndy (Тинди Ринди), del 1991. Llegiu un article sobre ella més entrevista en un diari estatsunidenc, The Ukrainian Weekly[Enllaç no actiu] (en anglès).
- Bratý Hadiúkini (Брати́ Гадю́кіни, Els Germans Hadiúkin), un grup originalment de Lviv, de pun k-folc-blues. Lletres quasi-punk en ucraïnès i música d'alta qualitat en diferents estils, com ara els blues, rock & roll, reggae. Actius des de la fi dels anys 80 i fins al 2009, quan va morir el seu líder i vocalista, el Serhí "Kúzia" Kuzmynskyi (Сергій Кузьминський). (cantaven en ucraïnès). Vegeu el seu primer vídeoclip, "Narkomani na harodi" Arxivat 2010-08-08 a Wayback Machine. (Hi ha drogoaddictes a l'hort, Наркомани на городі), tot un clàssic i molt boig, segurament del 1989. També hi ha un vídeo d'un concert del 2006 Arxivat 2011-07-06 a Wayback Machine., la seva pàgina a Last FM (en anglès - vídeos, música i un xic d'info), i la seva pàgina oficial (en ucraïnès).
- Vopli Vidopliàssova, també coneguts com a VV (Воплі Відоплясова, "Els udols de Vidopliàssov, o simplement ВВ, Ve-ve), un dels grups més importants d'Ucraïna. El nom fa referència un personatge d'una novel·la de Dostoievski. Es va fundar el 1986 a Kíiv. La seva música combina aspectes de jazz, rock dur, punk, hardcore, heavy metal, electrònica, folc, música tradicional ucraïnesa i la cançó francesa. Canten en ucraïnès. Vegeu la seva pàgina oficial Arxivat 2012-11-23 a Wayback Machine. (en ucraïnès, rus i anglès) i la seva plana a Last FM (en anglès - vídeos, música i un xic d'info).
- Mertvi Píven (Мертвий Півень, "Gall mort"), un dels grups més importants d'Ucraïna, es va fundar a Lviv el 1989 per l'estudiant universitari Liubkó Futorskyi (Любко Футорський). Van començar amb música acústica, i després es van anar decantan cap a un so més rock i grunge. Canten en ucraïnès. Vegeu la seva pàgina web (en ucraïnès) i la seva plana a Last FM (en anglès - vídeos, música i un xic d'info).
- Borsx (Борщ), un dels grups més importants de l'escena del rock ucraïnès, toquen punk-rock i jazz-hopak (on hopak es refereix a una música tradicional ucraïnesa, dels cosacs ucraïnesos). Va ser fundat el 2003 a Kíiv per dos músics del grup Vopli Vidopliàssova. Escolteu música i vídeos a la seva pàgina myspace.
- Pan Pupets (Пан Пупец, "Senyor Llombrígolet"), un dels grups més importants de l'escena del rock ucraïnès, es va fundar a Ivano-Frankivsk el 2004. Toquen punk-funk-rock, amb les lletres en ucraïnès. La seva pàgina oficial[Enllaç no actiu] està en ucraïnès.
- Propala Hràmota (Пропала Грамота, "La carta perduda"), aquest grup, un dels més importants del país, es va fundar el 1998 a Kàmianets-Podilski i toca folc-rock ucraïnès, funk-rock i folc-jazz. El nom fa referència a un conte de Gògol i una pel·lícula derivada. Es poden escoltar cançons i veure vídeos a la seva pàgina de myspace. Canten en ucraïnès.
- Platx Ieremíï (Плач Єремії, "El plor de Jeremies"), grup fundat a Lviv el 1990 per Taràs Txubài (Тарас Чубай) i Vsévolod Diatxýxyn (Всеволод Дячишин), toquen rock i música de cantautor en ucraïnès.
- Los Colorados, un grup “retro” divertit, d'alta qualitat musical, que sovint fa versions. Són de Lviv o Ternópill. (canten en ucraïnès i anglès). Vegeu la seva pàgina a myspace. Un dels seus grans èxits, que ha arrasat als EUA, és una versió de “Hot & Cold” de Katy Perry, escolteu-lo a YouTube. Una altra cançó, aquesta seva: "Baian Baian" (Acordeó acordeó), també coneguda com a "Guitar Guitar", i també "Ril·lià v iliuminàtory" (Camps llaurats als “ulls de bou”), cançó per la qual els descriuen com els “fundadors de l'agro-alco-rock”. (canten principalment en ucraïnès i anglès, però també en rus)
- Ternòpill canten en ucraïnès.[11]

Folc-Rock:
- Haidamaki (Гурт Гайдамáки), fan "kozak-rock", com ells ho descriuen, i una fusió de folc-rock, punk, reggae. Vegeu la seva pàgina oficial Arxivat 2011-10-17 a Wayback Machine. (en anglès i ucraïnès), on es pot veure, entre altres coses, un vídeo d'ells tocant amb els No Smoking Orchestra al Balkan Fest a Kíiv 2009. També es poden escoltar a la seva pàgina de myspace. (canten en ucraïnès).

Cantautors:
- Serhí Lazo (Сергій Лазо), músic i poeta. (canta en ucraïnès).
- Víktor Morózov (Ві́ктор Євгенович Моро́зов, Krémenets, óblast de Ternópill, 1950), cantautor, guitarrista, compositor, poeta, traductor i activista. Com a músic, va fundar alguns dels primers grups de rock d'Ucraïna a Lviv: "Quo Vadis" el 1971 i "Arnika" el 1972, i també va participar en un seguit de grups de rock com ara Via Vatra i Smeritxka els anys 70 i 80. El 1988 va fundar el grup de música-cabaret, "Ne Zhurys!" (No et preocupis!), que el 1989 a l'URSS, va ser el primer grup que va tocar l'himne nacional d'Ucraïna (Ucraïna encara no ha mort), encara prohibit, en públic. Els any 90 va fundar el projecte musical "Txetvertyi Kut" (La quarta cantonada), junt amb Oleh Iarema i Roman Lozynskyi. Avui en dia toca sol i amb el projecte Txervertyi Kut, i col·labora sovint amb altres grups de rock. Ha tocat, entre altres països, a: Afganistan, Alemanya, Argentina, Austràlia, Bèlgica, Brasil, Canadà, els EUA, l'Índia, Laos, Letònia, Lituània, Mongòlia, Paraguai, Polònia, el Regne Unit i Rússia. Canta en ucraïnès. Ha traduït un seguit de llibres per a joves de l'anglès, d'autors com ara Roald Dahl, J.K. Rowling (sèrie Harry Potter) i Jeremy Strong, la novel·la L'Exorcista, de William Peter Blatty, i assaig d'autors com ara T.S. Eliot, Victor Malarek o Benedict Anderson. Del portuguès ha traduït una sèrie de novel·les de Paolo Coelho. Vegeu la seva pàgina oficial (en ucraïnès i anglès)
- Mariana Sadovska (Мар'яна Садовська, Lviv), cantautora, música, compositora i actriu, canta sovint amb músics de jazz. Treballa en la línia de la música ètnica i el folc contemporani. Viu i treballa a Colònia.

Trash - Kitx:
- Poiúsxie trussí (Поющие трусы, "Les calces cantants"), grup d'exquisida música traix - kitx amb una estètica impecable, compost per 6 noies vocalistes i uns 6 músics mascles. (Canten en rus) Fan música entre dance, bacalao, hip-hop, etc. Vegeu 3 vídeoclips a Play Ukr Arxivat 2011-09-28 a Wayback Machine., que són: (Necessito un...) "Cirurgià plàstic" («Пластический хирург»), "Tàzik Olivié" ([Encara ens queda prou per a comprar...] "Un cubell d'amanida russa") i una cançó hip-hop amb estètica sadomaso amb el Kuzma.
- Verka Serduixka, alias d'Andrei Danilko (showman, humorista i cantant de Poltava) i el seu grup, que van participar en Eurovisió 2007 Arxivat 2008-12-11 a Wayback Machine.. Canta en ucraïnès, rus i súrjyk.

Pop:
- Ruslana: Ruslana Stepànivna Lyjytxko (Руслана Степанівна Лижичко; transcrit a l'anglès: Ruslana Stepanivna Lyzhychko; transcrit a l'alemany: Ruslana Lyschytschko; transcrit al castellà: Ruslana Stepánivna Lyzhychko, Lviv, 1973). Aquesta cantant, cantautora i ballarina que va guanyar Eurovisió 2004 per Ucraïna va acabar els seus estudis al Conservatori de Lviv com a directora d'orquestra i pianista. A més de les seves activitats com a cantant, també fa de productora discogràfica. En el camp de la política, va participar en la revolució taronja el 2004 i va ser diputada del Parlament Ucraïnès el 2006. Canta en ucraïnès i en anglès (traduccions de les seves pròpies cançons de l'ucraïnès).

### Científics
- Iuri Mykhàilovytx Kotermak (Юрій Михайлович Котермак), conegut com a Iuri Drohóbytx (Юрій Дрогобич, ca. 1450 a Drohóbytx - 1494 a Cracòvia) o Georgius Drohobicz en llatí — Filòsof ucraïnès, astrònom, astròleg i primer doctor de medicina d'Ucraïna. Vegeu a dalt, sota Figures cabdals de la cultura per a més informació.
- Mikola Txebotariov (Мико́ла Григо́рович Чеботарьо́в, conegut en anglès com a Chebotaryov; en alemany: Tschebotarjow; etc. 1894-1947) - gran matemàtic, autor del teorema de la densitat de Txebotariov.
- Selman Abraham Waksman (Зе́льман Абраха́м Ва́ксман o Залман Яковлевич Ваксман, Selman Abraham Waksman o Salman Iàkovlevytx Vaksman, 1888—1973) — bioquímic i microbiòleg jueu americà d'origen ucraïnès guardonat amb el premi Nobel de fisiologia i medicina el 1952 per la seva descoberta de l'antibiòtic estreptomicina. Va néixer al poble de Pryluki, óblast de Txerníhiv.
- Serhí Pàvlovytx Koroliov (en ucraïnès Сергій Павлович Корольов, en rus Серге́й Па́влович Королёв; Jitòmir, Ucraïna, Imperi Rus, 1907 - Moscou, URSS, 1966) enginyer ucraïnès considerat el pare de l'astronàutica soviètica. És considerat com l'equivalent soviètic de Wernher von Braun. Va començar a treballar amb l'equip d'Andrei Túpolev dissenyant avions de combat a partir de 1940. Als anys de la Segona Guerra Mundial va treballar també al desenvolupament de l'anomenat llançacoets Katiuxka. Atès que tot ho relacionat amb el programa espacial soviètic era considerat secret, Koroliov era un personatge desconegut fins a la seva mort, malgrat haver estat la peça més important d'aquest programa.

### Revolucionaris, anarquistes, polítics, líders cosacs, bandolers, etc
Alguns herois nacionals, líders cosacs, bandolers, etc., per ordre de naixement:
- Ivan Mazepa (Іва́н Мазе́па, en anglès a vegades Mazeppa, 1639-1709), Hétman del Cosacs de Zaporíjia.
- Ustim Karmaliuk (Усти́м Яки́мович Кармaлю́к o Кармeлюк, Ustym Iakýmovytx Karmaliuk o Karmeliuk, poble de Holóvtxyntsi, Podilska hubèrnia, ara el poble de Karmaliúkove, óblast de Vínnytsia, 1787 - poble de Xliakhoví Korýtxyntsi, óblast de Khmelnitski, 1835), heroi nacional ucraïnès, anomenat el "Robin Hood de Podíl·lia" o el "Robin Hood d'Ucraïna", serf-pagès tornat bandoler revolucionari, va ser líder del moviment insurgent a Podíl·lia el 1813-1835 contra l'opressió del poble a mans de l'imperi Rus.
- Mikhailo Hruixevski (Миха́йло Сергі́йович Груше́вський, 1866-1934), historiador, acadèmic, organitzador de les ciències, publicista i polític, cap de la Rada Central (Украї́нська Центра́льна Ра́да (УЦР), o Центральна Рада, 1917-1918), el parlament revolucionari d'Ucraïna, 1r president de la República Popular d'Ucraïna. Va morir sota circumstàncies misterioses el 1934 després d'una operació que va fer un metge que no era el seu, però que li va ser assignat... En aquell temps estava perseguit i sota la severa vigilància de l'NKVD com a "element de lleialtat dubtosa".
- Símon Petliura (Симо́н Васи́льович Петлю́ра, 1879-1926), publicista, escriptor, periodista, activista, polític i estadista, va encapçalar la lluita per la independència d'Ucraïna després de la revolució russa de 1917. Durant el període d'independència Ucraïnesa (República Popular Ucraïnesa, Українська Народна Республіка, 1918-1920), va ser cap de l'estat (el 3r president de la República Popular d'Ucraïna). Va ser assassinat a París per l'espia soviètic dit anarquista jueu, el Sholom Schwartzbard (ucraïnès: Самуї́л-Шльо́ма Шва́рцбард, Samuïl-Xloma Xvàrtsbard, 1886-1938), actuant sota els ordres de l'NKVD (precursor del KGB).
- Volodímir Vinnitxenko (Володимир Кирилович Винниченко, Volodýmyr Kyrýlovytx Vynnytxenko, 1880-1951) fou un escriptor, dramaturg, activista polític, revolucionari i polític. Com a home de lletres, és considerat un dels modernistes importants de la Ucraïna pre-revolucionària. Les seves obres foren proscrites a l'URSS, com les de molts escriptors ucraïnesos, dels anys 1930 fins als 80. 2n president de la República Popular d'Ucraïna.
- Nèstor Makhnò (Не́стор Іва́нович Махно́, Néstor Ivànovitx Makhnó, 1889-1934), famós anarquista o anarco-comunista, heroi nacional d'Ucraïna. La propaganda soviètica el pintava com a "traïdor", "racista", "antisemita" i "psicòpata", i altres títols gens afalagadors, però els ucraïnesos generalment el consideren un heroi nacional que va lluitar per la independència i contra la injustícia social.
- Stepan Bandera (Степа́н Андрі́йович Банде́ра, Stepan Andríovitx Bandera, 1909-1959), home polític, ideòleg de moviment pro-llibertat d'Ucraïna, cap de l'Organització revolucionària de nacionalistes ucraïnesos o ORNU (Організа́ція Украї́нських Націоналі́стів Революційна, ОУНР, Orhanizàtsia Ucraïnskykh Natsionalístiv Revolutsiina, OUNR, també coneguda com a ОУНБ - бандерівська, OUNB - Banderivska), la branca més radical de l'Organització de nacionalistes ucraïnesos, que usava una bandera anarquista. La propaganda soviètica el tenia com a "col·laboracionista nazi", "traïdor", "racista", etc., però els ucraïnesos generalment el consideren un heroi nacional que va lluitar per la independència. Els membres de l'ORNU i els seus seguidors s'anomenen Bandérivtsi.